# جین استراون
جین استراون (انگلیسی: Jane Straughan; ۲۴ اوت ۱۹۱۳ – ۱۲ مارس ۲۰۰۷) پرسنل نظامی و هوانورد زن اهل ایالات متحده آمریکا بود که به دلیل مشارکتش در سازمان زنان خلبان خدمات نیروی هوایی از سال ۱۹۴۲ تا ۱۹۴۴ شناخته شده بود. او در طول زندگی خود در عرصه هوانوردی فعال بود و در هیئت هوانوردی غیرنظامی خدمت کرد. او کاپیتان رزرو در نیروی هوایی بود.

## کودکی
جین سینسل استراون در ۲۴ اوت ۱۹۱۳ در واشینگتن دی سی به دنیا آمد. در سن دو سالگی، مادر استراون درگذشت و چارلز ویلیام سینسل برای بزرگ کردن خانواده، که شامل او و دو برادر بزرگترش بود، تنها ماند. تمام دوران کودکی او در واشینگتن دی سی سپری شد. علاقه او به پرواز پس از آشنایی با همسر آینده‌اش، آل استراون ، شکل گرفت، اما به غیر از همسرش، باقی اعضای خانواده موافق او نبودند: «خانواده فقط فکر می‌کردند من کمی دیوانه هستم. آنها فکر نمی‌کردند این ایده خوبی باشد.»

## تحصیلات
استراون فارغ‌التحصیل دبیرستان مرکزی بود و در اوایل بیست سالگی بود که پرواز با اولین هواپیمای خود را در فرودگاه کوئینز چپل در هایتسویل، مریلند آموخت. استراون سپس در سال ۱۹۳۸ گواهینامه خلبانی خود را گرفت و بعداً به گروه پرواز زنان در واشینگتن دی سی، معروف به گروه نود و نه، پیوست. در سال ۱۹۴۲ از استراون و اعضای نود و نه خواسته شد که به کلاس خلبانان خدمات نیروی هوایی زنان (WASP) در هیوستون، تگزاس بپیوندند.[۲] پس از تکمیل دوره آموزشی، استراون از این کلاس در ۲۴ آوریل ۱۹۴۳ فارغ‌التحصیل شد. سپس به اولین پایگاه هوایی خود، خواپیمایی ارتش در نیوکسل واقع در ویلمینگتون، دلاور فرستاده شد، جایی که تا زمانی که خدمات نیروی هوایی زنان در ۲۰ دسامبر ۱۹۴۴ منحل شد، در آنجا باقی ماند.

## خدمت نظامی
عشق استراون به پرواز زمانی آغاز شد که او و همسرش یک هواپیما خریدند. قبل از اینکه آن دو هواپیما را بخرند، جین نگران بود. او می‌خواست پول آن را پس‌انداز کند زیرا کشور در رکود بود، اما در نهایت تسلیم این ایده شد. جین یاد گرفت که چگونه با یک هواپیمای ۴۰ اسب بخاری به نام سیلور بیوتی پرواز کند. او در فرودگاه کوئین چپل آموزش پرواز دید. در سال ۱۹۳۸ جین گواهینامه پرواز خود را دریافت کرد. استراون به نود و نه، یک گروه متشکل از زنان خلبان در واشینگتن پیوست. کمی بعد، ژاکلین کاکرن اعضای نود و نه را به یک کوکتل مهمانی در هتل می فلاور دعوت کرد. جکی از زنان پرسید که آیا حاضرند برای کشورشان پرواز کنند؟ همه زنها موافق بودند. حدود یک ماه بعد، استراوگان با هتل رایس در هیوستون، تگزاس تماس گرفت. استراون فکر می‌کرد یکی از دخترها دارد با او شوخی می‌کند. مری لو نیل با استراون تماس گرفت و از او پرسید که آیا او می‌رود؟ استراون به مری لو گفت که او نمی‌خواهد به آنجا برود زیرا به تازگی یک موقعیت مدیر فروش در شرکت مهندسی و تحقیقات به او اختصاص داده شده است. سپس شوهر استراون تصمیم گرفت که به عنوان خلبان خدمات داوطلب شود و به او گفت که ممکن است در خارج از کشور مستقر شود؛ بنابراین، استراون در نهایت تصمیم گرفت در جلسه هیوستون شرکت کند.

## مرگ
استراون در ۱۲ مارس ۲۰۰۷ در سن ۹۳ سالگی درگذشت. او در مرکز پرستاری و توانبخشی برلین در مریلند زندگی می‌کرد. همسرش، آلفرد استراون، و نوه‌اش، اسکات استراون، پیش از او به ترتیب در سال‌های ۱۹۸۱ و ۲۰۰۳ درگذشتند. از او دو پسر به نام‌های جان و چارلز استراون، سه نوه به نام‌های جیسون، ارین و پیج استراون و یک نتیجه به نام جکسون استراون به یادگار مانده است. مراسم او در ۲۴ مارس خاکسپاری در جزیره فنویک برگزار شد، کلیسایی که او در حین زندگی در آن حضور میافت. آنها همچنین با تشریفات کامل نظامی به او احترام گذاشتند.